# رشد جمعیت صفر
رشد جمعیت صفر، که در لاتین به شکل ZPG خلاصه می‌شود (همچنین به عنوان سطح جایگزینی باروری نامیده می‌شود)، شرایطی از تعادل جمعیتی است که در آن تعداد افراد در یک جمعیت مشخص شده نه افزایش و نه کاهش می‌یابد. از نظر برخی، رشد جمعیت صفر به عنوان یک هدف اجتماعی در نظر گرفته می‌شود. به گفته آنها، رشد جمعیت صفر، پس از رسیدن به ثبات در جمعیت مطلوب، ایده‌آل است و کشورهای جهان باید در تلاش برای دستیابی به پایداری زیست‌محیطی درازمدت، به این رشد دست یابند. منظور از عبارت «جمعیت، بدون رشد و کاهش» این است که آمار تولدها و مهاجرین ورودی به همان میزان مرگ و میر و مهاجران خروجی باشند.